# Nangere
Nangere è una delle diciassette aree a governo locale (local government area) in cui è suddiviso lo stato di Yobe, in Nigeria. Estesa su una superficie di 980 chilometri quadrati, conta una popolazione di 87.823 abitanti.